# N1 (Sudáfrica)
La N1 es una ruta nacional en Sudáfrica que va desde Ciudad del Cabo a través de Bloemfontein, Johannesburgo, Pretoria y Polokwane hasta el puente Beit en la frontera con Zimbabue. Forma la primera sección del famoso Carretera Panafricana.
Antes de 1970, la designación N1 se aplicó a la ruta desde el puente de Beit a Colesberg y luego a lo largo de la actual N9 a George. La sección de Ciudad del Cabo a Colesberg fue designada N9.[cita requerida]

## Ruta

### Cabo Occidental

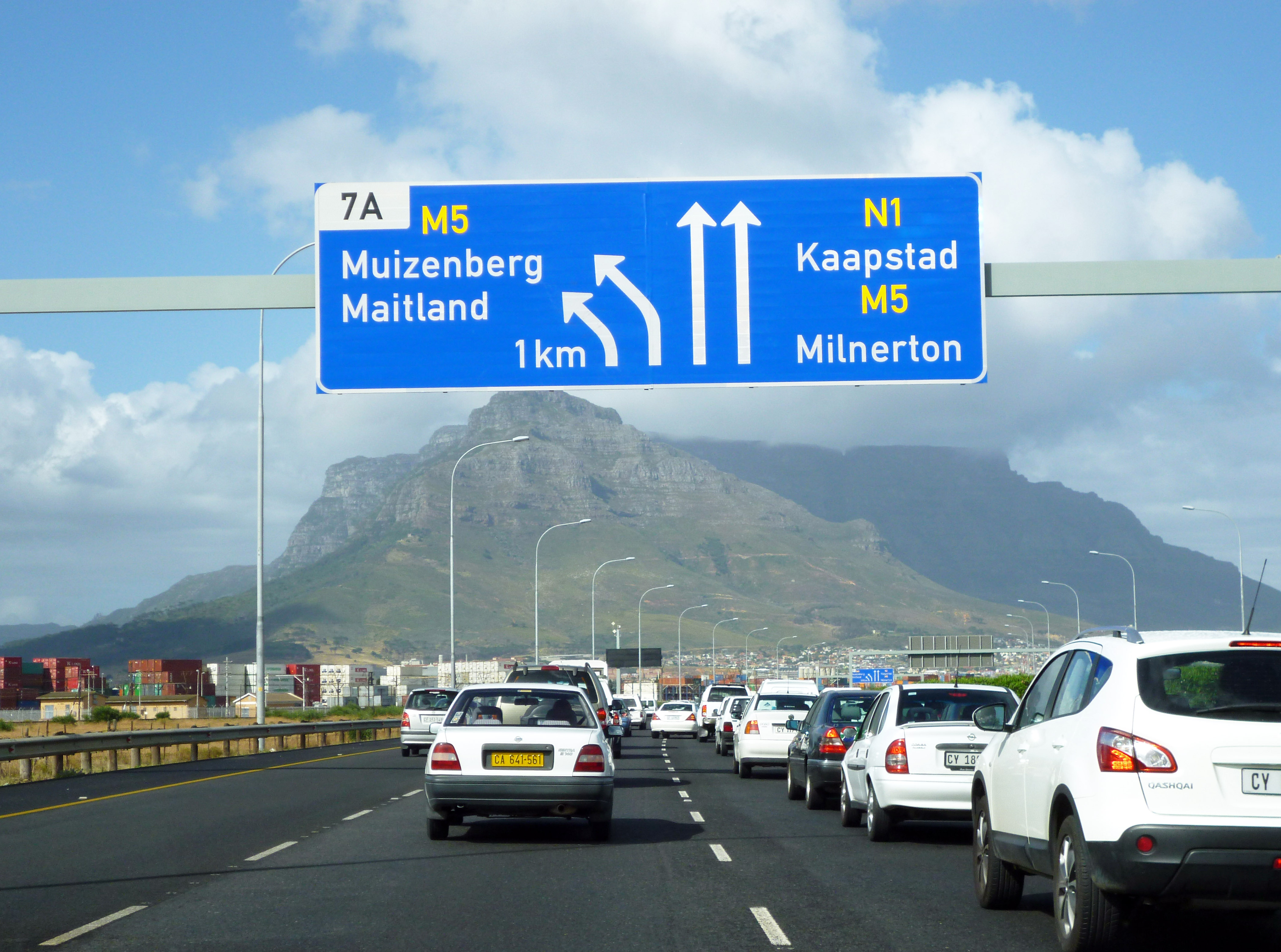
N1 autopista al entrar en Ciudad del Cabo

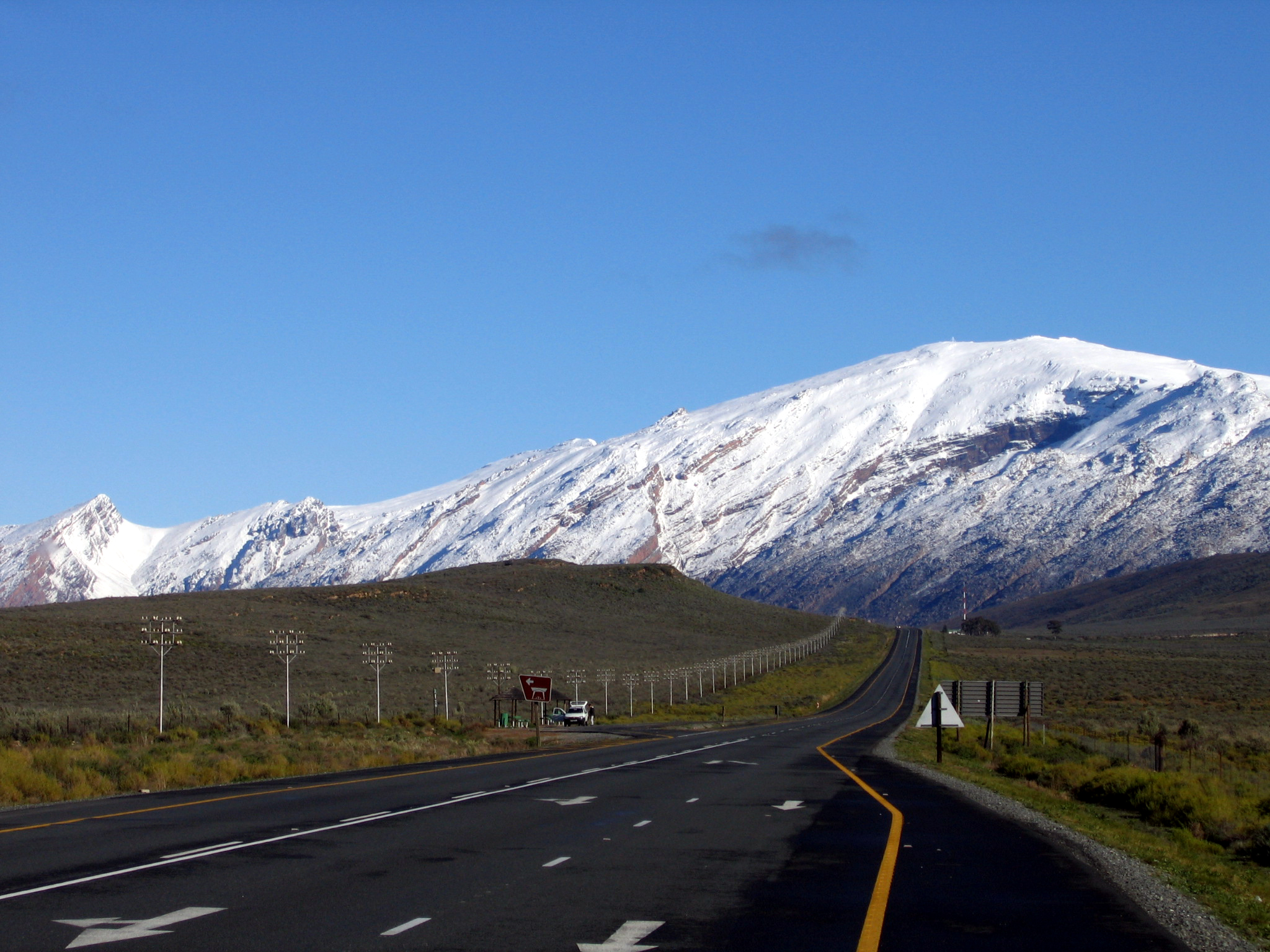
N1 cerca de De Doorns en lo alto de Hex River Pass

La N1 comienza en el centro de Ciudad del Cabo, en el extremo norte de la calle Buitengracht, fuera de la entrada al paseo marítimo de Victoria & Alfred. La primera sección del N1 se comparte con el comienzo del N2; es una autopista elevada de cuatro carriles que corre a lo largo de una franja de tierra entre el centro de la ciudad y el puerto de Ciudad del Cabo. En el borde oriental del centro de la ciudad las dos carreteras se dividen, y la N1 gira hacia el este como Table Bay Boulevard, pasando la Base de la Fuerza Aérea Ysterplaat y Century City antes de que la N7 la cruce por su cuenta fuera de la ciudad hacia Namibia. Se han realizado mejoras importantes en el Intercambiador de Koeberg, donde la N1 se encuentra con la M5, una de las principales rutas arteriales que unen Milnerton con los suburbios del sur.
El N1 entonces se dirige a través de los suburbios de Goodwood y Bellville, donde el R300 termina en él, antes de dirigirse hacia Paarl. En Paarl, la autopista termina, y la N1 se ve llamada a su paso a través del túnel hugonote que corre debajo de las montañas Du Toitskloof; el túnel fue inaugurado a finales de la década de 1980 para reemplazar el antiguo paso Du Toitskloof que corre sobre la montaña. Después de salir del túnel, la N1 serpentea a través del valle del río Molenaar (que es una breve sección de doble calzada) antes de salir del valle y dirigirse hacia Worcester, pasando por Rawsonville. Desde Worcester, la ruta se dirige a través del valle del río Hex y luego entra en el Karoo ascendiendo el paso del río Hex.
Actualmente sólo se pasa la sección de la N1 que pasa por el túnel hugonote, aunque hay planes para el peaje de la N1 desde el cruce con el R300, aproximadamente a De Doorns. Esto permitiría la mejora de la N1, especialmente la apertura y construcción del agujero norte del túnel hugonote para que dos carriles de tráfico pudieran pasar en cada dirección a través del túnel, y la construcción de cruces separados de grado a lo largo de la N1 a través de Worcester. Aunque la ciudad está desviada, hay una serie de semáforos en la N1 a través de Worcester.
Desde la parte superior del paso, la N1 pasa por el río Touws y Matjiesfontein antes de pasar por Laingsburg, luego se dirige hacia Beaufort West. La sección de 200 km entre Laingsburg y Beaufort West es conocida por reclamar muchas vidas en accidentes relacionados con la fatiga; también, la N1 comienza a girar hacia el noreste a lo largo de este tramo de carretera. Justo antes de Beaufort West, la N12 de George se encuentra con la N1; las rutas N12 y N1 están cofirmadas a través de Beaufort West y durante los siguientes 75 km antes de dividirse en Three Sisters. La N12 más tarde se encuentra con la N1 de nuevo en Johannesburgo, haciendo de la N12 una ruta alternativa a la N1, pasando por Kimberley en lugar de Bloemfontein. Aunque partes de la N12 entre Warrenton y Klerksdorp están en malas condiciones (aunque en proceso de actualización), el N1 de Bloemfontein en adelante es tolled mientras que el N12 es gratuito. Mientras que la N12 también pasa por la mayoría de las ciudades en ruta a Johannesburgo, la N1 pasa por todas las ciudades entre Beaufort West y Johannesburgo (evitando los centros urbanos).
La N1 cruza brevemente hacia el Cabo Norte en Three Sisters durante unos kilómetros antes de cruzar de nuevo hacia el Cabo Occidental, y permanece en el Cabo Occidental hasta justo después de su intersección con el R63, donde vuelve a entrar en el Cabo Norte.

### Cabo Norte
El N1 tiene una sección corta en el Cabo Norte; después de que pasa a esta provincia, pasa a través de la ciudad de Richmond antes de cruzarse con la N10 en Hannover. El N1 entonces continúa hacia Colesberg, donde el N9 termina donde se encuentra con el N1. Después de Colesberg, la N1 cruza el río Orange y entra en el Estado Libre.

### Estado Libre

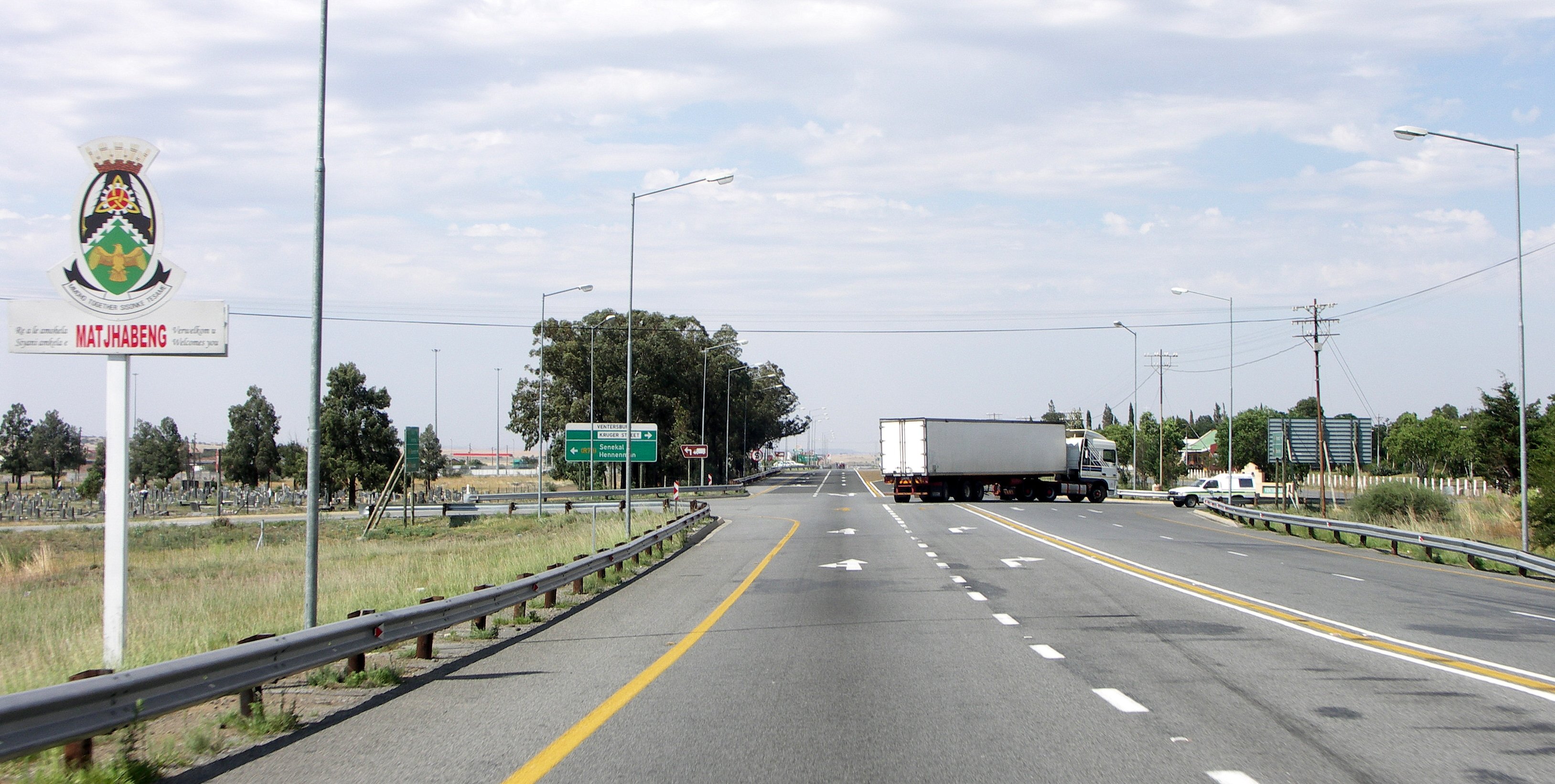
La N1 hacia el sur cuando entra en Ventersburg

Después del cruce del río Orange, la N1 hace una línea directa para Bloemfontein, dirigiéndose en una dirección más al norte. La N1 de Colesberg a Bloemfontein es muy significativa porque fue la primera autopista de una sola calzada construida en Sudáfrica. Los puentes con los intercambios en Edenburg y Trompsburg muestran los ambiciosos planes para esta carretera como una autopista de doble carro. Justo antes de llegar a Bloemfontein, el N6 del este de Londres termina donde se encuentra con la N1. Esta intersección marca el comienzo de la Bloemfontein Western Bypass, que es la primera sección de la autopista en la ruta desde Paarl. El N8 WEST de Kimberley se cruza con la circunvalación N1, uniéndose a ella durante 3 km, antes de dirigirse a EAST a través de las partes centrales de Bloemfontein y luego a Maseru en Lesoto.
La N1 está firmada como una carretera de peaje desde el intercambiador N6 hasta su final en el puente de Beit. La N1 se convierte en una sola autopista a pocos kilómetros al norte de Bloemfontein después de pasar el R30 a Brandfort; sin embargo, los trabajos de construcción están en curso para extender la autopista por otros 20 km mediante la construcción de una segunda calzada. Una vez finalizada la autopista, la carretera será una sola calzada pero con dos carriles en cada dirección hasta 5 km antes de la plaza de peaje en Verkeerdevlei, a medio camino entre Bloemfontein y Winburg. Los planes iniciales eran para la N1 de Winburg a Bloemfontein para ser una autopista de doble calzada. En Winburg, el N5 se separa de la N1, que pasa por el norte de Lesoto antes de su propia terminación en el N3 en Harrismith.
Muchos automovilistas de Ciudad del Cabo se dirigen a Durban viajan la N1 a Winburg, y luego N5 a Harrismith como una alternativa para llegar a Durban. Esto se debe a la calidad mucho mejor de esta ruta en comparación con la N2, especialmente entre Port Shepstone y Grahamstown.
La N1 continúa hacia el norte y pasa por Ventersburg antes de llegar a Kroonstad. Allí el R34 de Welkom se une a la autopista N1 durante unos kilómetros antes de hacer su propio camino hacia Heilbron. Hay una corta circunvalación de doble autopista de Kroonstad, antes de que la N1 se dirija hacia el río Vaal y Gauteng. Justo antes de pasar a Gauteng en el río Vaal, la N1 se convierte en una autopista de doble calzada y cuenta con otra plaza de peaje (el Vaal Toll Plaza) justo al sur de su principal intercambio con la R59 Road, que proporciona acceso al Triángulo Vaal (Vereeniging y Sasolburg) en el este y Parys en el oeste.

### Gauteng

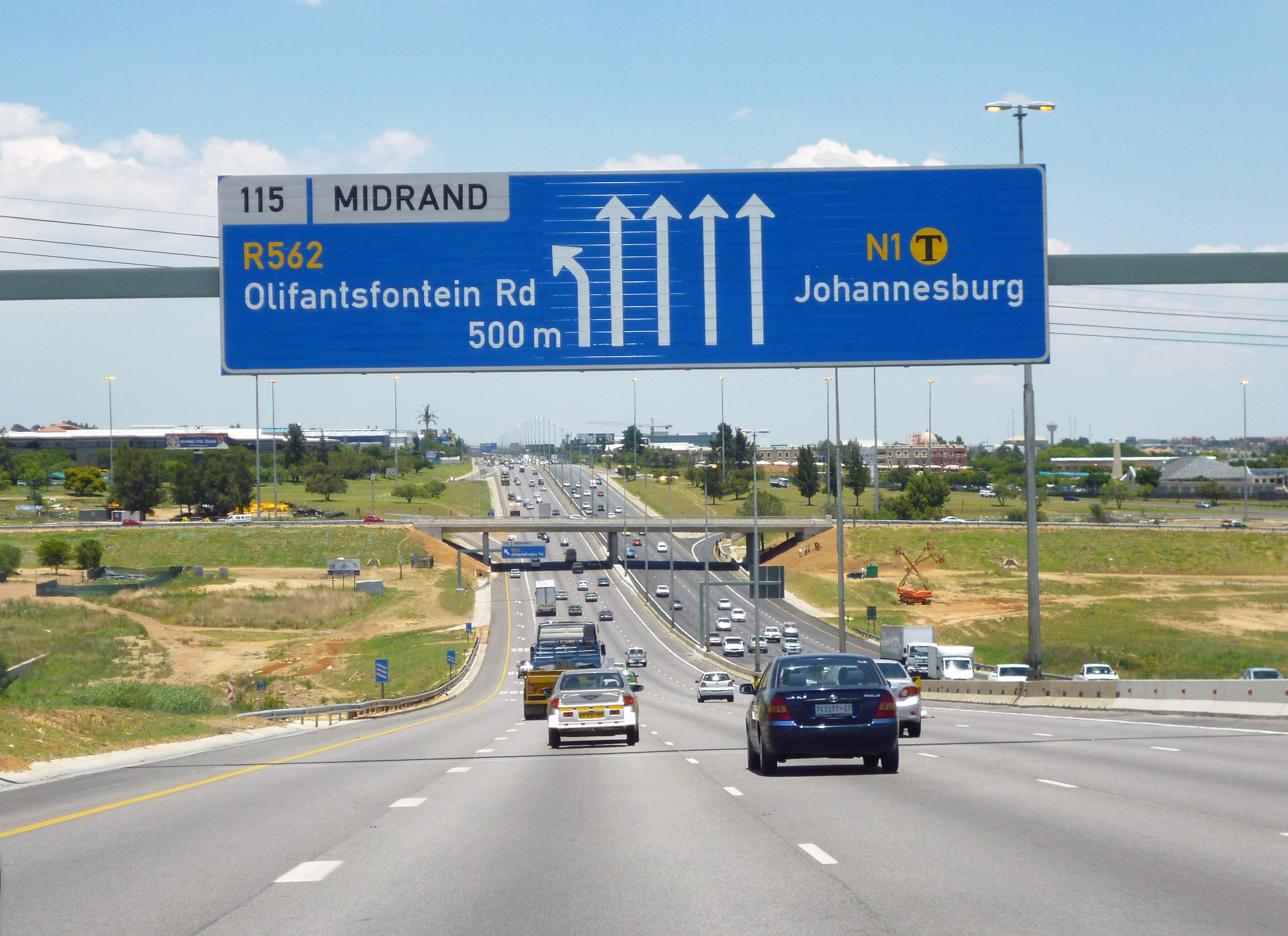
La N1 entre Johannesburgo y Pretoria como parte de la carretera Ben Schoeman.

Después de cruzar el río Vaal, la N1 continúa hacia Johannesburgo, pasando por Vanderbijlpark y con otra plaza de peaje en Grasmere. En las afueras del sur de Johannesburgo, la N12 se encuentra una vez más con la N1, y están co-firmados hacia el norte durante unos kilómetros (pasando por Soweto) antes de que la N12 se divida para convertirse en la porción de derivación sur de la carretera de circunvalación de Johannesburgo. Desde justo al norte del río Vaal, la N1 cambia de ser una carretera alquitranada a una carretera de hormigón, hasta justo después de la N12. La R553 Road fuera de rampa entre los dos intercambios N12 marca el comienzo de la N1 siendo una autopista de peaje electrónico (con peaje de carretera abierta).
El N1 se convierte entonces en la parte de Derivación Occidental de la misma carretera de circunvalación, pasando por los suburbios occidentales de Johannesburgo (pasando por Roodepoort y pasando por Randburg) antes de conocer la N3 (la parte de derivación oriental de la carretera de circunvalación de Johannesburgo, que conecta con Durban) y la propia autopista M1 de Johannesburgo en el intercambiador de Buccleuch al noreste de Sandton.
La N1 entonces se convierte en la carretera Ben Schoeman, dirigiéndose hacia el norte hacia Pretoria (pasando por Midrand); esta sección lleva 300.000 vehículos por día y se supone que es el tramo más concurrido de la carretera en Sudáfrica. En Centurion, la N1 se encuentra con la N14 y cambian de autopista, con la N14 convirtiéndose en la carretera Ben Schoeman a Pretoria Central y la N1 convirtiéndose en la Deg bypass oriental de Pretoria (llamada la autopista Danie Joubert) hacia el noreste, procediendo a cruzarse con la carretera R21 desde el Aeropuerto Internacional de Johannesburgo en el Flying Saucer Interchange antes de Pretoria East. Después del intercambio R21, el N1 procede en una dirección más al norte a través de los suburbios del este. Al este de Pretoria CBD, en el Intercambiador de Proefplaas, la Ruta Nacional N4 desde Witbank en el este se une a la N1 y son una carretera para una corta distancia hacia el norte antes de que la N4 se convierta en su propia carretera hacia el oeste (llamada la Autopista Platino) hacia Rustenburgo.
El Intercambiador de Proefplaas al este de Pretoria Central marca el final de la N1 siendo una autopista de peaje electrónico (se remonta a tener peajes). Entre el Intercambio de Proefplaas y el desvío de Rustenburg (que es toda la sección que está cofirmada con la N4), la N1 tiene salidas de peaje en cada rampa en esta sección.
Desde el intercambio con la N4 (Rustenburg turn-off), la N1 se cobra por el resto de su longitud, con varias plazas de peaje ubicadas a lo largo de ella (incluyendo en rampas de salida). La N1 luego se dirige hacia el norte, pasando por Hammanskraal, y cruza la provincia de Limpopo.

### Limpopo
La N1 entonces pasa cerca de Bela Bela (anteriormente Warmbaths) y Modimolle (anteriormente Nylstroom). En la salida Modimolle, la autopista termina; el tramo de autopista entre el río Vaal y Modimolle es la autopista más larga de Sudáfrica por número de ruta a aproximadamente 265 km (aunque hay dos cambios en la alineación de la autopista en Gauteng, en Buccleuch y Brakfontein Interchanges. La autopista continua más larga de Sudáfrica es la N3 entre Durban y Ladysmith, que es aproximadamente 20 km más corta). El N1 entonces se dirige más allá de Mokopane (anteriormente Potgietersrus), donde la N11 lo interseca en el Nyl Toll Plaza (norte fuera de rampa solamente) (dejando la N18 y la N17 como las únicas carreteras nacionales que no se cruzan con la N1), antes de dirigirse a Polokwane (anteriormente Pietersburg). El Bypass Oriental Polokwane ha sido inaugurado recientemente (con piezas aún en construcción) y ahora es utilizado por el tráfico para recorrer el Centro de polokwane.
El tramo desde el Intercambiador proefplaas en Pretoria hasta la salida de Bela Bela es mantenido por una concesionaria privada, a saber, Bakwena, bajo licencia de SANRAL. La N1 entonces se dirige más allá de Mokopane (anteriormente Potgietersrus), donde la N11 se cruza en el Nyl Toll Plaza (sólo en el norte fuera de rampa) (dejando la N18 y la N17 como las únicas carreteras nacionales que no se cruzan con la N1), antes de dirigirse a Polokwane (anteriormente Pietersburg). El Polokwane Eastern Bypass se ha abierto recientemente (con piezas aún en construcción) y ahora es utilizado por el tráfico para dar la vuelta al centro de Polokwane.
Después de Polokwane, la N1 se dirige hacia el norte, cruzando el trópico de Capricornio antes de pasar Louis Trichardt. La N1 entonces serpentea a través de las montañas Soutpansberg (que contiene dos túneles cortos) antes de dirigirse a Musina (pasando la última puerta de peaje antes de Musina). Los planes están en marcha para una circunvalación alrededor de Musina (será una carretera de 8 km al oeste del Musina CBD; que se completará en octubre de 2021). La ruta entonces hace una línea de 16 km para el cruce fronterizo del puente Beit con Zimbabue en el río Limpopo.
Después de cruzar a Zimbabue, la ruta ya no se conoce como la N1. Pasa a través de la ciudad fronteriza de Beit Bridge en el lado zimbabuense antes de dividirse en dos rutas: la A6 a Bulawayo y la A4 a Harare.
| What          | Where              | Coordinates                                 |
| ------------- | ------------------ | ------------------------------------------- |
| Southwest end | in Cape Town       | 33°54′52″S 18°25′26″E / -33.91444, 18.42389 |
| N 2 junction  | in Cape Town       | 33°55′12″S 18°26′07″E / -33.92000, 18.43528 |
| N 7 junction  | in Cape Town       | 33°53′07″S 18°31′53″E / -33.88528, 18.53139 |
| N 12 junction | near Beaufort West | 32°22′36″S 22°31′37″E / -32.37667, 22.52694 |
| N 12 junction | at Three Sisters   | 31°53′04″S 23°04′58″E / -31.88444, 23.08278 |
| N 10 junction | at Hanover         | 31°04′32″S 24°25′56″E / -31.07556, 24.43222 |
| N 9 junction  | at Colesberg       | 30°44′00″S 25°05′07″E / -30.73333, 25.08528 |
| N 6 junction  | near Bloemfontein  | 29°12′04″S 26°11′28″E / -29.20111, 26.19111 |
| N 8 junction  | near Bloemfontein  | 29°07′37″S 26°09′49″E / -29.12694, 26.16361 |
| N 5 junction  | at Winburg         | 28°29′57″S 26°59′50″E / -28.49917, 26.99722 |
| N 12 junction | near Soweto        | 26°15′37″S 27°57′51″E / -26.26028, 27.96417 |
| N 3 junction  | near Sandton       | 26°02′48″S 28°05′46″E / -26.04667, 28.09611 |
| N 14 junction | in Centurion       | 25°52′41″S 28°10′08″E / -25.87806, 28.16889 |
| N 4 junction  | near Pretoria      | 25°44′25″S 28°15′53″E / -25.74028, 28.26472 |
| N 11 junction | near Mokopane      | 24°17′13″S 28°58′53″E / -24.28694, 28.98139 |
| Northeast end | at Beit Bridge     | 22°13′28″S 29°59′12″E / -22.22444, 29.98667 |

## Red transafricana de carreteras
Como toda la Ruta Nacional N1 de Ciudad del Cabo al Puente Beit está registrada como la 1ª sección de la Carretera del Cabo a El Cairo (que pasa por Harare), hay una sección de la ruta que forma parte del Red de Carreteras Transafricanas de la Comisión Económica de las Naciones Unidas para África.
La sección de Ciudad del Cabo a la división con la Ruta Nacional N12 en Three Sisters, Northern Cape se declara parte de la Red de Carreteras Transafricanas Nº 4 o Cairo-Ciudad del Cabo, que es la ruta designada por las Naciones Unidas entre El Cairo y Ciudad del Cabo (pasando por Gaborone). (La ruta continúa como la N12 hacia el norte desde aquí)

## Ruta Vieja

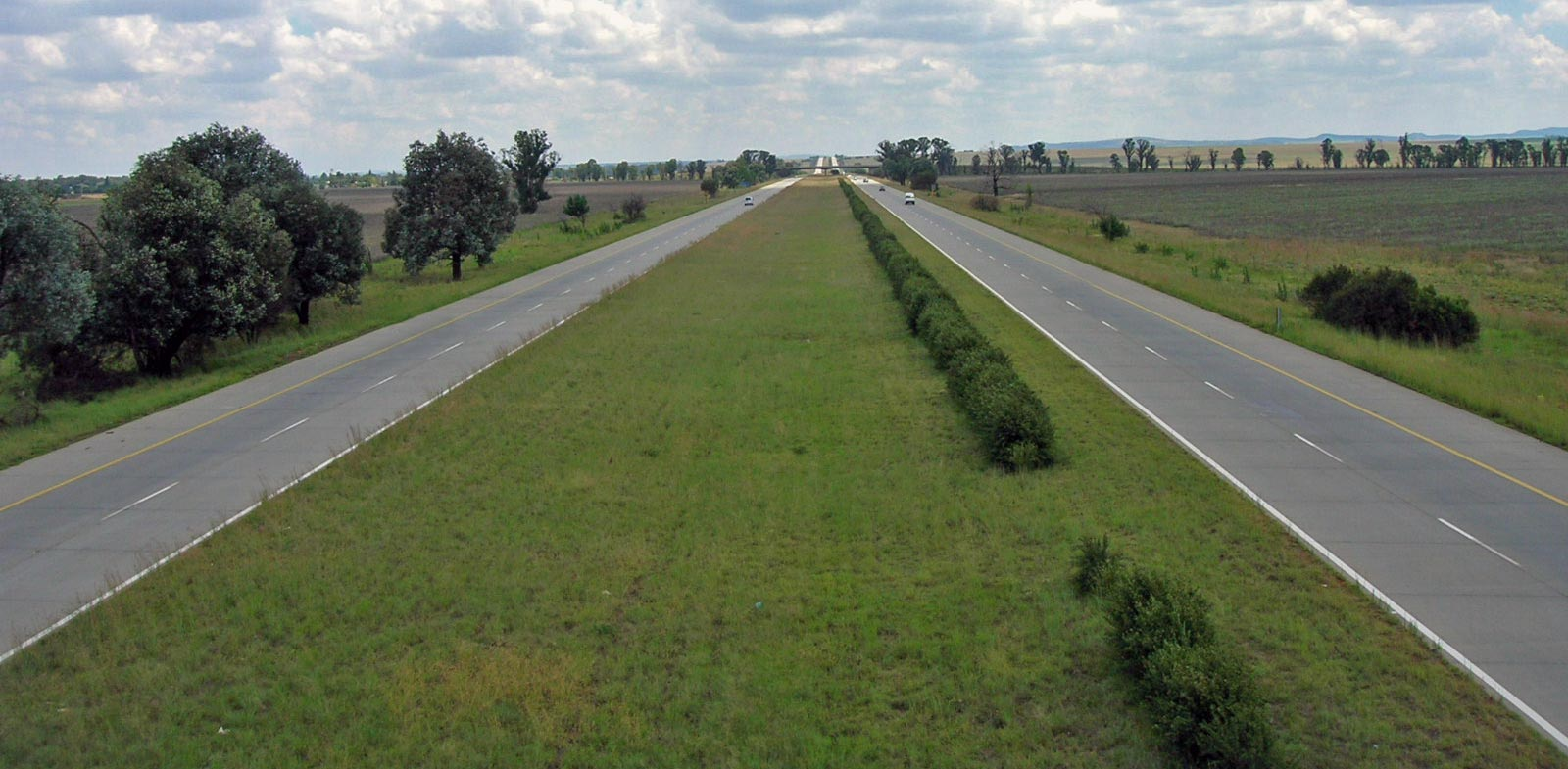
Una sección de la autopista de doble calzada en la N1 cerca de Vanderbijlpark en la provincia de Gauteng

En numerosos lugares de Sudáfrica, específicamente cerca de las principales ciudades, la ruta N1 ha sido reconstruida según los estándares de la autopista. Las rutas originales suelen llevar la designación de R101 y a menudo son rutas alternativas a las autopistas más nuevas, a veces llamadas. Dos ejemplos son el R101 sobre Du Toitskloof Pass, donde la nueva carretera N1 pasa por completo por el uso del túnel hugueno, y el R101 a través de Polokwane Central, donde la nueva carretera N1 pasa por alto el centro de la ciudad mediante el uso de la bypass oriental Polokwane.

## Peajes
La siguiente lista solo incluye plazas de peaje de línea principal; e-Toll entre Johannesburgo y Pretoria, y las plazas de peaje de rampa no han sido incluidas.
| Nombre                    | Ubicación | Tasas de peaje (al 23 de marzo de 2012) | Tasas de peaje (al 23 de marzo de 2012) | Tasas de peaje (al 23 de marzo de 2012) | Tasas de peaje (al 23 de marzo de 2012) |
| Nombre                    | Ubicación | Vehículo ligero                         | Vehículo pesado (2 ejes)                | Vehículo pesado (3/4 ejes)              | Vehículo pesado (5+ ejes)               |
| ------------------------- | --- | --------------------------------------- | --------------------------------------- | --------------------------------------- | --------------------------------------- |
| Huguenot Peaje Plaza      | Paarl 33°44′34″S 19°01′11″E / -33.74278, 19.01972 33°44′34″S 19°01′11″E / -33.74278, 19.01972 / 33.74278°S 19.01972°E / -33.74278; 19.01972 (33°44′34″S 19°01′11″E / -33.74278, 19.01972)                             | R32.00                                  | R89.00                                  | R139.00                                 | R225.00                                 |
| Verkeerdevlei Peaje Plaza | Cercano Verkeerdevlei 28°47′56″S 26°41′26″E / -28.79889, 26.69056 28°47′56″S 26°41′26″E / -28.79889, 26.69056 / 28.79889°S 26.69056°E / -28.79889; 26.69056 (Verkeerdevlei Peaje Plaza)                               | R39.00                                  | R78.00                                  | R117.00                                 | R164.00                                 |
| Vaal Peaje Plaza          | Cercano Parys 26°51′23″S 27°38′07″E / -26.85639, 27.63528 26°51′23″S 27°38′07″E / -26.85639, 27.63528 / 26.85639°S 27.63528°E / -26.85639; 27.63528 (26°51′23″S 27°38′07″E / -26.85639, 27.63528)                     | R45.00                                  | R85.00                                  | R103.00                                 | R137.00                                 |
| Grasmere Peaje Plaza      | Lenasia 26°24′41″S 27°53′03″E / -26.41139, 27.88417 26°24′41″S 27°53′03″E / -26.41139, 27.88417 / 26.41139°S 27.88417°E / -26.41139; 27.88417 (26°24′41″S 27°53′03″E / -26.41139, 27.88417)                           | R14.00                                  | R41.00                                  | R48.00                                  | R63.00                                  |
| Pumulani Peaje Plaza      | N4 salida a Rustenburg 25°38′22″S 28°16′32″E / -25.63944, 28.27556 25°38′22″S 28°16′32″E / -25.63944, 28.27556 / 25.63944°S 28.27556°E / -25.63944; 28.27556 (25°38′22″S 28°16′32″E / -25.63944, 28.27556)            | R8.00                                   | R20.50                                  | R24.00                                  | R29.00                                  |
| Peaje de carrusel Plaza   | Entre Pretoria y Bela Bela 25°19′22″S 28°17′52″E / -25.32278, 28.29778 25°19′22″S 28°17′52″E / -25.32278, 28.29778 / 25.32278°S 28.29778°E / -25.32278; 28.29778 (25°19′22″S 28°17′52″E / -25.32278, 28.29778)        | R38.00                                  | R102.00                                 | R113.00                                 | R130.00                                 |
| Kranskop Peaje Plaza      | Entre Bela Bela y Modimolle 24°46′54″S 28°28′17″E / -24.78167, 28.47139 24°46′54″S 28°28′17″E / -24.78167, 28.47139 / 24.78167°S 28.47139°E / -24.78167; 28.47139 (24°46′54″S 28°28′17″E / -24.78167, 28.47139)       | R31.00                                  | R78.00                                  | R104.00                                 | R128.00                                 |
| Nyl Peaje Plaza           | Entre Modimolle y Polokwane 24°17′23″S 28°58′44″E / -24.28972, 28.97889 24°17′23″S 28°58′44″E / -24.28972, 28.97889 / 24.28972°S 28.97889°E / -24.28972; 28.97889 (24°17′23″S 28°58′44″E / -24.28972, 28.97889)       | R39.00                                  | R74.00                                  | R89.00                                  | R120.00                                 |
| Capricorn Peaje Plaza     | Entre Polokwane y Louis Trichardt 23°22′01″S 29°46′30″E / -23.36694, 29.77500 23°22′01″S 29°46′30″E / -23.36694, 29.77500 / 23.36694°S 29.77500°E / -23.36694; 29.77500 (23°22′01″S 29°46′30″E / -23.36694, 29.77500) | R32.00                                  | R87.00                                  | R102.00                                 | R127.00                                 |
| Baobab Peaje Plaza        | Entre Louis Trichardt y Musina 22°38′49″S 29°55′07″E / -22.64694, 29.91861 22°38′49″S 29°55′07″E / -22.64694, 29.91861 / 22.64694°S 29.91861°E / -22.64694; 29.91861 (22°38′49″S 29°55′07″E / -22.64694, 29.91861)    | R31.00                                  | R83.00                                  | R115.00                                 | R138.00                                 |